# Donji Petrovci
Donji Petrovci (ćir.: Доњи Петровци) su naselje u općini Ruma u Srijemskom okrugu u Vojvodini.

## Stanovništvo
Prema popisu stanovništva iz 2002. godine u naselju Donji Petrovci živi 991 stanovnik, od čega 797 punoljetnih stanovnika s prosječnom starosti od 41,1 godina (39,4 kod muškaraca i 42,8 kod žena). U naselju ima 325 domaćinstva, a prosječan broj članova po domaćinstvu je 3,05.
Prema popisu iz 1991. godine u naselju je živjelo 843 stanovnika.
| Etnički sastav 2002. |            |        |
| Narod                | Stanovnika |        |
| Srbi                 | 902        | 91,01% |
| Romi                 | 55         | 5,54%  |
| Hrvati               | 8          | 0,80%  |
| Jugoslaveni          | 4          | 0,40%  |
| Ukrajinci            | 3          | 0,30%  |
| Makedonci            | 2          | 0,20%  |
| Rusi                 | 1          | 0,10%  |
| Mađari               | 1          | 0,10%  |
| nepoznato            | 1          | 0,10%  |

| broj stanovnika | 858   | 945   | 1015  | 944   | 842   | 843   | 991   |
|                 | 1948. | 1953. | 1961. | 1971. | 1981. | 1991. | 2001. |

## Vanjske poveznice
- Karte, položaj vremenska prognoza
- Satelitska snimka naselja  Arhivirana inačica izvorne stranice od 17. veljače 2021. (Wayback Machine)